# Lục Nghị (diễn viên)
Lục Nghị (sinh ngày 6 tháng 1 năm 1976) là diễn viên, ca sĩ nổi tiếng của Trung Quốc đại lục, đặc biệt với các vai diễn nam chính trong dòng phim chính kịch. Lục Nghị nổi tiếng với vai nam chính Tiêu Đồng trong bộ phim truyền hình Mãi không nhắm mắt, cũng với bộ phim này, anh đoạt được hai giải thưởng là giải "Nam diễn viên chính xuất sắc nhất" và giải "Nam diễn viên được khán giả yêu thích nhất". Năm 2017, Lục Nghị tham gia diễn xuất trong bộ phim dài tập Danh nghĩa nhân dân với đề tài chống tham nhũng - bộ phim đã phá vỡ kỷ lục xếp hạng phim truyền hình của Trung Quốc. Được fan châu Á đánh giá là "người cha quốc dân" với cách sống ngoài đời không tai tiếng hay scandal, anh thường là sự chọn lựa đầu tiên của các đạo diễn cho các vai chính trong những dự án phim chính kịch.

## Đời tư
Năm 2006, Lục Nghị kết hôn với nữ diễn viên Bào Lôi, hiện họ đã có với nhau 2 con gái.

## Chương trình hoạt động[1]

### Kịch
- 1990－1994 biểu diễn hơn 700 tác phẩm tại Sân khấu Nghệ thuật Nhi đồng Thượng Hải, tác phẩm tiêu biểu: "Đại náo thiên cung" (đóng vai Tôn Ngộ Không).
- Năm 1997, "Trang Chu hý thê": đóng vai Sở Vương Tôn (thượng diễn, tuyển chọn đi Anh quốc giao lưu diễn xuất).
- Năm 1999, "Gia đình quyền quý": đóng vai Diệp Qua Nhĩ (thượng diễn)
- Năm 1999, "Gia" đóng vai: Giác Tân.
- Năm 2005, "Điện ảnh chi ca" - Đại hội âm nhạc kịch kỷ niệm trăm năm điện ảnh Trung Quốc, đóng vai: Hoa Thiên Nguyên.

### Phim điện ảnh[2]
| Năm  | Tên                            | Vai diễn                | Chú ý                                                                          |
| ---- | ------------------------------ | ----------------------- | ------------------------------------------------------------------------------ |
| 2001 | Nhất kiến chung tình           | Lão Bố                  | Đề cử Nam diễn viên chính xuất sắc nhất Giải Bách Hoa lần thứ 25               |
| 2003 | Hoa Nhài                       | Trâu Kiệt               |                                                                                |
| 2003 | Tôi yêu thiên thượng nhân gian | Liễu Bách Sinh          |                                                                                |
| 2003 | Huynh đệ                       | Hàn Vũ                  |                                                                                |
| 2003 | Thành phố Sexy                 | Đại Đảm                 |                                                                                |
| 2004 | Tình nhân kết                  | Hầu Gia                 | Đề cử - Nam diễn viên chính xuất sắc nhất Liên hoan phim Trường Xuân lần thứ 8 |
| 2005 | Thất kiếm                      | Hàn Chí Bang            |                                                                                |
| 2007 | Anna với Anna                  | Âu Dương                |                                                                                |
| 2008 | Ái Tình Tả Đăng Hữu Hành       | Luật sư                 |                                                                                |
| 2009 | Yêu lại vợ cũ                  | Trương Kỳ               |                                                                                |
| 2010 | Khổng Tử: Quyết chiến xuân thu | Quý Tôn Phì             |                                                                                |
| 2010 | Mỹ lệ mật lệnh                 | Lục Chí Ngang           |                                                                                |
| 2010 | Đường Sơn đại địa chấn         | Dương Chí               |                                                                                |
| 2010 | Dòng người                     | Ba Bế                   |                                                                                |
| 2011 | 1894: Hải chiến năm Giáp Ngọ   | Đặng Thế Xương          | Giải Kim Phượng lần thứ 14                                                     |
| 2012 | Mẹ hãy yêu con thêm lần nữa    | Mễ Nhất Phàm            |                                                                                |
| 2013 | Cung tỏa trầm hương            | Dận Chân                |                                                                                |
| 2014 | Trận chiến anh hùng            | Độc Long (Cao Chí Hàng) |                                                                                |
| 2016 | Cuốn sách tình yêu             | Trịnh Nghĩa             |                                                                                |

### Phim truyền hình[2]
| Năm  | Tác phẩm                      | Tên tiếng Trung    | Vai diễn                      | Bạn diễn | Ghi chú                                                                        |
| ---- | ----------------------------- | ------------------ | ----------------------------- | --- | ------------------------------------------------------------------------------ |
| 1995 | Huyết sắc đồng tâm            | 血色童心           | Tạ Liêu Sa                    | Mai Đình |                                                                                |
| 1996 | Thiên hạ đệ nhất tình         | 天下第一情         | Viên Phương                   | Lưu Tử Phong, Từ Tùng Tử |                                                                                |
| 1999 | Mãi không nhắm mắt            | 永不瞑目           | Tiêu Đồng                     | Tô Cẩn, Viên Lập, Vưu Dũng, Tôn Hồng Lôi | - Tên khác: "Thề không nhắm mắt"; "Đôi mắt" (trên VTV); "Sáng mãi" (trên HTV9) |
| 2000 | Hạ Nhật Luyến Ngữ Lục         | 夏日恋语录         | Ban Quân                      | Phó Xung, An Trạch Hào |                                                                                |
| 2000 | Như sương như mưa lại như gió | 像雾像雨又像风     | Lý Anh Kỳ                     | Trần Khôn, Châu Tấn, Lý Tiểu Nhiễm, La Hải Quỳnh, Tôn Hồng Lôi, Hứa Hoàn Hoan                                                                                           | Tên khác: Thượng Hải ngày sương mù                                             |
| 2001 | Thiếu niên Bao Thanh Thiên 2  | 少年包青天Ⅱ        | Bao Chửng                     | Nhậm Tuyền, Thích Tiểu Long, Phạm Băng Băng, Đồng Đại Vỹ | Tên khác: Tuổi trẻ của Bao Thanh Thiên phần 2                                  |
| 2001 | Hẹn hò ở công viên hải dương  | 海洋馆的约会       | Đỗ Vỹ                         | Mai Đình, Vương Linh, Đồng Đại Vỹ, Kiều Chấn Vũ, Nhậm Tuyền |                                                                                |
| 2002 | Nhất võng thâm tình           | E网情深 一网情深   | Đào Khản                      | Trần Hạo Dân, Tưởng Hồng, Diệp Tuyền, Đồng Đại Vỹ, Trịnh Gia Dĩnh | Tên khác: Chuyện tình trên mạng                                                |
| 2002 | Chí khí hùng tâm              | 壮志雄心           | Âu Lực                        | Trương Đình, Nhậm Đạt Hoa, Thẩm Ngạo Quân, Kiều Chấn Vũ | Top 10 diễn viên giải Song Thập lần thứ 2                                      |
| 2002 | Mặt trái của sự giàu sang     | 浮华背后           | La Lượng (Phương Nguy)        | Tống Xuân Lệ, Tôn Hồng Lôi, Viên Lập | Tên khác: Phía sau phù hoa                                                     |
| 2002 | Hoa dạng niên hoa             | 花样的年华         | Châu Tử Hạo                   | Nhậm Tuyền, Lý Băng Băng, Bào Lôi | Tên khác: Những năm tháng tuổi trẻ                                             |
| 2003 | Trai tài gái sắc              | 男才女貌           | Khâu Thạch                    | Lâm Tâm Như, Khương Hoa, Tăng Lê |                                                                                |
| 2003 | Phấn hồng nữ lang             | 粉红女郎           | Bạch Ngọc Đường               | Lưu Nhược Anh, Trương Diên, Trần Hảo, Tiết Giai Ngưng, Hồ Binh, Trần Khôn                                                                                               |                                                                                |
| 2004 | Thiên nhất sinh thủy          | 天一生水           | Tiểu Lục (Lâm Hướng)          | Huỳnh Lỗi, Mã Y Lợi, Phạm Băng Băng, Lưu Đức Khải, Vương Kinh Tùng,...                                                                                                  |                                                                                |
| 2004 | Rẽ trái, rẽ phải              | 向左走，向右走     | Thẩm Thế Đào                  | Giả Tịnh Văn, Lý Hà, Ngô Khánh Triết, Kiều Chấn Vũ | Tên khác: Tiếng sét ái tình                                                    |
| 2005 | Bát đại hào hiệp              | 八大豪侠           | Bình Thường                   | Huỳnh Thu Sinh, Trần Quán Hy, Lưu Tùng Nhân, Lý Băng Băng, Lâm Tử Thông, Đổng Tuyền, Lý Tiểu Lộ, Phạm Băng Băng                                                         |                                                                                |
| 2006 | Xa Thần                       | 车神               | Trương Gia Tường              | Triệu Vy, An Dĩ Hiên, Kiều Chấn Vũ |                                                                                |
| 2007 | Đại Hòe Thụ                   | 大槐树             | Lâm Ngật                      | Trần Hảo, Bào Quốc An, Trương Tiên Hành, Lưu Dịch Quân, Trương Tử Kiện                                                                                                  |                                                                                |
| 2007 | Gia                           | 家                 | Cao Giác Tuệ                  | Huỳnh Lỗi, Lý Tiểu Nhiễm, Huỳnh Dịch, Trịnh Quốc Lâm, Vương Lệ Khôn, Tiết Giai Ngưng                                                                                    |                                                                                |
| 2008 | Màn đêm ở Cáp Nhĩ Tân         | 夜幕下的哈尔滨     | Vương Nhất Dân                | Lý Tiểu Nhiễm, Châu Kiệt, Tùy Tuấn Ba, Dương Kỳ Minh, Hứa Hoàn Hoan | [ 3 ]                                                                          |
| 2009 | Thanh xuân của tôi ai làm chủ | 我的青春谁做主     | Châu Tấn                      | Triệu Tử Kỳ, Vương Lạc Đan, Chu Vũ Thần, Bạch Bách Hà | Phát sóng trên VTV với tên "Tuổi thanh xuân"                                   |
| 2010 | Tam Quốc                      | 三国               | Gia Cát Lượng                 | Trần Kiến Bân, Vu Hòa Vỹ, Vu Vinh Quang, Nhiếp Viễn, Huỳnh Duy Đức, Trần Hảo, Hà Nhuận Đông, Trương Bác, Nghê Đại Hồng, La Tấn, Sa Dật                                  |                                                                                |
| 2010 | Thiết diện ca nữ              | 铁面歌女           | Bạch Nhất Minh                | Jang Na-ra, Vu Vinh Quang |                                                                                |
| 2011 | Yểm hộ                        | 掩护               | Cao Chí Hoa/ Mạnh Triều Dương | Lưu Đào, Chu Vịnh Đằng |                                                                                |
| 2011 | Số 19 ngõ Công Lương          | 皇粮胡同十九号     | Đàm Minh Vượng                | Hứa Tình, Ân Đào, Lưu Kim Sơn, Thiệu Phong, Vu Tân, Hoắc Thanh, Vương Gia Nho                                                                                           |                                                                                |
| 2012 | Thiên đường thêu              | 天堂秀             | Quảng Lương                   | Han Ji-hye |                                                                                |
| 2012 | Tô Đông Pha                   | 苏东坡             | Tô Đông Pha                   | Lâm Tâm Như, Hàn Vũ Cần, Vương Hiểu Thần |                                                                                |
| 2013 | Nếu cuộc đời lừa gạt bạn      | 假如生活欺骗了你   | Lê Dương                      | Tần Hải Lộ, Cảnh Nhạc, Ngô Việt, Quách Kinh Phi |                                                                                |
| 2013 | Long môn tiêu cục             | 龙门镖局           | Thành Minh Chương             | Quách Kinh Phi, Viên Vịnh Nghi, Lý Thiến | Khách mời (Tập 20)                                                             |
| 2014 | Cung tỏa liên thành           | 宫锁连城           | Phú Sát Hằng Thái             | Viên San San, Dương Dung, Đới Kiều Thiên, Cao Vân Tường, Khấu Chấn Hải, Vương Lâm, Thang Trấn Nghiệp (khách mời), Giả Tịnh Văn (khách mời), Phan Hồng, Trương Triết Hạn |                                                                                |
| 2014 | Kim ngọc lương duyên          | 金玉良缘           | Thái tử                       | Hoắc Kiến Hoa, Đường Yên | khách mời                                                                      |
| 2015 | Trưởng thành                  | 长大               | Châu Minh                     | Bạch Bách Hà, Giang Sơ Ảnh, Triệu Tử Kỳ, Trương Tử Huyên, Bạch Vũ |                                                                                |
| 2015 | Ám hắc giả kỳ 2               | 暗黑者2            | Mã Lạc                        | Quách Kinh Phi | khách mời                                                                      |
| 2015 | Vân trung ca                  | 大汉情缘之云中歌   | Hán Chiêu Đế (Lưu Phất Lăng)  | Angelababy, Đỗ Thuần, Trần Hiểu, Tô Thanh, Dương Dung |                                                                                |
| 2015 | Tần thời Minh Nguyệt          | 秦时明月           | Kiếm thánh Cái Nhiếp          | Trần Nghiên Hy, Tưởng Kình Phu, Tôn Nghệ Châu, Hồ Băng Khanh, Kim Thần, Tần Tuấn Kiệt                                                                                   |                                                                                |
| 2016 | Nam nữ độc thân               | 致单身男女         | Phương Khởi Hoành             | Trương Lệ, Cảnh Nhạc, Lý Mạn | Tên khác: Hãy ở lại bên anh                                                    |
| 2016 | Yên Chi                       | 胭脂               | Châu Vũ Hạo                   | Triệu Lệ Dĩnh, Đào Hân Nhiên, Viên Văn Khang |                                                                                |
| 2017 | Danh nghĩa nhân dân           | 人民的名义         | Hầu Lượng Bình                | Kha Lam, Trương Phong Nghị, Ngô Cương, Hứa Á Quân, Hồ Tịnh, Triệu Tử Kỳ                                                                                                 |                                                                                |
| 2017 | Manh ước                      | 盲约               | Dương Thạc                    | Tưởng Hân, Lý Nhã Nam | Phát sóng trên VTV8 với tên "Hẹn hò giấu mặt"                                  |
| 2018 | Khi gió lại thổi              | 风再起时           | Phương Bang Ngạn              | Viên Tuyền |                                                                                |
| 2019 | Thiên y vô phùng              | 天衣无缝           | Tư Lịch Quần (Ảnh Tử/Sa Lậu)  | Tần Tuấn Kiệt, Từ Lộ, Trương Chỉ Khê |                                                                                |
| 2019 | Hương vị yêu thương           | 亲·爱的味道        | An Văn Vũ                     | Quách Thái Khiết, Viêm Á Luân |                                                                                |
| TBA  | Chỉ vì giây phút được gặp em  | 只为那一刻与你相见 | Thiệu Minh Triết              | Lý Nhất Đồng | Quay năm 2019                                                                  |
| TBA  | Liệp kiêu                     | 猎枭               |                               | Hồ Tịnh, Hồng Thiên Chiếu, Ngải Hiểu Kỳ, Chu Vịnh Đằng | Tên khác: Săn ma túy (Quay năm 2020)                                           |

## Chương trình truyền hình
| Năm  | Đài           | Tên                           | Ghi chú                                                            |
| ---- | ------------- | ----------------------------- | ------------------------------------------------------------------ |
| 2014 | Hồ Nam TV     | Bố ơi, mình đi đâu thế? 2     |                                                                    |
| 2015 |               | Gala chào xuân                | Cùng Bào Lôi và Lục Vũ Huyên biểu diễn ca khúc "Mọi nhà hạnh phúc" |
| 2015 | Giang Tô TV   | Vì nàng mà chiến              |                                                                    |
| 2015 | Thâm Quyến TV | Đội tuyển Trung Quốc trong mơ |                                                                    |
| 2016 |               | Đa dạng nam đoàn              |                                                                    |

## Âm nhạc[4]

### Album
- Tháng 3 năm 2003, "Chí khí hùng tâm".
- Tháng 6 năm 2003, "Không giống tầm thường - Lục Nghị âm nhạc thông báo".
- Tháng 3 năm 2005, "Nghị vưu chưa hết".

### Đơn
- "Hướng về phía trước" ca khúc chủ đề giải bóng chuyền Trung Quốc.
- "Nhất kiến chung tình" ca khúc chính cho phim điện ảnh cùng tên.
- "Chí khí hùng tâm" ca khúc chính cho phim truyền hình cùng tên.
- "Trực giác" ca khúc chính của bộ phim "Mặt trái của sự giàu sang".
- "Phi dương thanh xuân" ca khúc kết của phim "Hoa dạng niên hoa"
- "Món quà của bố" Lý Kiện viết cho Lục Nghị mừng sự ra đời của Bối Nhi.
- "Anh hùng chi chiến" ca khúc chính bộ phim điện ảnh cùng tên.
- "Cung dưỡng ái tình"  nhạc đệm trong "Cung tỏa liên thành".
- ''Mọi nhà hạnh phúc" biểu diễn ở Gala chào xuân 2015, Lục Nghị, Bào Lôi, Bối Nhi hợp xướng.

## Sách[5]
- "Ánh mặt trời người yêu lục nghị" Lục Nghị giám chế, mê điện ảnh hợp lại tháng 12 năm 2001/ NXB Học Lâm
- "Chạm đến ánh sáng - Lục Nghị chuyện xưa" tháng 1 năm 2002/ NXB Trung Quốc hài kịch
- "Lục Nghị chân dung tập" - tháng 8 năm 2002/ NXB Tân Thế Kỷ
- "Lục Nghị nói nhỏ － trầm mặc tưởng tượng" chân dung văn tập - tháng 5 năm 2005/ NXB Tác Gia
- "Thất kiếm tuỳ bút" Lục Nghị, tháng 6 năm 2005/ Tân Lãng giải trí tác gia chuyên mục tuyên bố.

## Giải thưởng[6]
| Năm  | Giải thưởng                          | Hạng mục                                    | Phim                         | Kết quả   | Ghi chú |
| ---- | ------------------------------------ | ------------------------------------------- | ---------------------------- | --------- | ------- |
| 2000 | Giải Kim Ưng lần thứ 18              | Nam diễn viên chính xuất sắc nhất           | Mãi không nhắm mắt           | Đoạt giải |         |
| 2000 | Giải Kim Ưng lần thứ 18              | Nam diễn viên được yêu thích nhất           | Mãi không nhắm mắt           | Đoạt giải |         |
| 2002 | Giải Song Thập lần thứ 2             | Top 10 diễn viên                            | Chí khí hùng tâm             | Đoạt giải |         |
| 2002 | Giải Bách Hoa lần thứ 25             | Nam diễn viên chính xuất sắc nhất           | Nhất kiến chung tình         | Đề cử     |         |
| 2006 | Liên hoan phim Trường Xuân lần thứ 8 | Nam diễn viên chính xuất sắc nhất           | Tình nhân kết                | Đề cử     |         |
| 2006 | Nam Phương Thịnh Điển                | Nam diễn viên được yêu thích nhất           | Xa Thần                      | Đoạt giải |         |
| 2008 | Event BQ Hồng nhân bảng lần thứ 3    | Nam diễn viên được yêu thích nhất           | Màn đêm ở Cáp Nhĩ Tân        | Đoạt giải |         |
| 2013 | Giải Kim Phượng lần thứ 14           |                                             | 1894: Hải chiến năm Giáp Ngọ | Đoạt giải |         |
| 2013 | Event BQ Hồng nhân bảng lần thứ 8    | Nam diễn viên đột phá của năm               | Nếu cuộc đời lừa gạt bạn     | Đoạt giải |         |
| 2016 | Giải Hoa Đỉnh lần thứ 19             | Nam diễn viên xuất sắc nhất đề tài cổ trang | Tần thời Minh Nguyệt         | Đề cử     |         |
| 2017 | Giải Hoa Đỉnh lần thứ 22             | Nam diễn viên xuất sắc nhất chủ đề cận đại  | Danh nghĩa nhân dân          | Đoạt giải |         |